# 团结工党
团结工党（英語：Unity Labour Party，缩写为ULP）是圣文森特和格林纳丁斯的一个左翼政党。该党成立于1994年10月16日。该党的意识形态是民主社会主义、左翼民族主义、21世纪社会主义、反帝国主义、共和主义。该党的领袖是拉尔夫·冈萨维斯（2001年3月28日起，任圣文森特和格林纳丁斯总理）。该党是拉美和加勒比政党常设会议的联系成员，并与圣保罗论坛保持良好关系。1994年—2014年，该党是社会党国际的成员。